# ベレザーニ島
ベレザーニ (キリル文字: Березáнь、古代ギリシア語: Borysthenes、トルコ語: Pirezin) は、黒海の北岸に沿って浮かぶウクライナの島。南北900m、東西320mの細長い小島で、2㎞ほどの浅瀬で大陸と隔てられている。

## 歴史
ベレザーニ島には紀元前7世紀半ば、黒海北岸で最初のギリシア人植民市（ボリュステネス）が建設された。スキュティアとの小麦貿易で栄え、紀元前5世紀にはヘロドトスが黒海北方の情報収集のため訪れたが、オルビアの発展と共に紀元前5世紀の終わりにはほとんど放棄された。
19世紀以来、島からは長年の侵食や盗掘にもかかわらず、度々古代ギリシャ時代のネクロポリスが発掘されており、アルカイック期の壺や彫刻など貴重な宝物が数多く出土している。
中世になると、ベレザーニ島はドニエプル川河口域の戦略的要地となった。ヴァリャーグ人とギリシャ人はこの地で最初に接触し、以来キエフ大公国時代にはヴァリャーグからギリシアへの道の重要中継地として栄える。
ベレザーニ・ルーンストーンとして知られる南ウクライナ地域唯一のルーン文字石碑が1905年に発見され、現在はオデッサ歴史博物館に展示されている。この石碑はゴットランド島のヴァリャーグ人商人の墓石とされており、「グラニが盟友カールのため製作した」と記されている。
ルーシ・ビザンツ戦争ではキエフ大公国と東ローマ帝国の間で争奪されたが、944年のルージ・ビザンツ条約によって夏季はキエフ側が、冬季はケルソンなどビザンツの植民市が使用することに決着した。後の971年にキエフのスヴャトスラフ1世は再びビザンツを攻撃しベレザーニ島にも出兵したが、ドロストロンの包囲戦で惨敗を喫し撤退した。
その後、16世紀から17世紀にかけて、ザポロージャ・コサックがクリミア・タタール人やオスマン帝国との戦いの中でベレザーニ島を港として復興させ、オチャーコフ攻囲戦でロシア帝国がオスマン帝国を破ると、ベレザーニ島はノヴォロシアに編入されロシア帝国の一部となった。
1906年3月、ロシア第一革命でオチャーコフで蜂起したピョートル・シュミット中尉の処刑がこの島で行われている。